# Grand Chess
Grand Chess oder Großschach ist eine Schachvariante, die 1984 vom niederländischen Spieleautor Christian Freeling erfunden wurde. Es wird auf einem 10 mal 10 Felder großen Brett gespielt.

## Charakterisierung
Das Spiel gilt als einer der gelungensten Vertreter der „Großen Schachspiele“, die ein vergrößertes Brett und zusätzliche Märchenschachfiguren aufweisen, wie bereits das mittelalterliche Grande Acedrex. Freeling wollte eine von dem früheren Weltmeister José Raúl Capablanca erfundene Schachvariante weiterentwickeln (siehe auch Capablanca-Random-Chess). Wie bei dieser hat beim Grand Chess jede Seite zwei zusätzliche Bauern und zwei neue Figuren: Marschall und Kardinal. Der Marschall vereint die Zugweisen von Turm und Springer, und der Kardinal kann wie ein Läufer oder wie ein Springer ziehen.
Grand Chess wird zu den vergleichsweise populären Schachvarianten gezählt. Es fanden bislang zwei Weltmeisterschaften statt, die per E-Mail ausgetragen wurden.  Spielbrett und Figuren sind lieferbar.

## Regeln
| \| \| a \| b \| c \| d \| e \| f \| g \| h \| i \| j \| \| \| 10 \| \| \| \| \| \| \| \| \| \| \| 10 \| \| 9 \| \| \| \| \| \| \| \| \| \| \| 9 \| \| 8 \| \| \| \| \| \| \| \| \| \| \| 8 \| \| 7 \| \| \| \| \| \| \| \| \| \| \| 7 \| \| 6 \| \| \| \| \| \| \| \| \| \| \| 6 \| \| 5 \| \| \| \| \| \| \| \| \| \| \| 5 \| \| 4 \| \| \| \| \| \| \| \| \| \| \| 4 \| \| 3 \| \| \| \| \| \| \| \| \| \| \| 3 \| \| 2 \| \| \| \| \| \| \| \| \| \| \| 2 \| \| 1 \| \| \| \| \| \| \| \| \| \| \| 1 \| \| \| a \| b \| c \| d \| e \| f \| g \| h \| i \| j \| \| |   |   |   |   |   |   |   |   |   |   |    |
| Grand-Chess-Brett mit Figuren in Ausgangsstellung. Marschall und Kardinal stehen rechts vom König. |   |   |   |   |   |   |   |   |   |   |    |
| | a | b | c | d | e | f | g | h | i | j |    |
| 10 |   |   |   |   |   |   |   |   |   |   | 10 |
| 9 |   |   |   |   |   |   |   |   |   |   | 9  |
| 8 |   |   |   |   |   |   |   |   |   |   | 8  |
| 7 |   |   |   |   |   |   |   |   |   |   | 7  |
| 6 |   |   |   |   |   |   |   |   |   |   | 6  |
| 5 |   |   |   |   |   |   |   |   |   |   | 5  |
| 4 |   |   |   |   |   |   |   |   |   |   | 4  |
| 3 |   |   |   |   |   |   |   |   |   |   | 3  |
| 2 |   |   |   |   |   |   |   |   |   |   | 2  |
| 1 |   |   |   |   |   |   |   |   |   |   | 1  |
| | a | b | c | d | e | f | g | h | i | j |    |

Während die Türme wie üblich in den Ecken aufgestellt werden, sind die übrigen Figuren eine Reihe vorgeschoben mit dem Marschall auf der f-Linie und dem Kardinal auf der g-Linie, so dass die Türme auf der Grundreihe gleich frei beweglich und verbunden sind. Die zehn weißen Bauern stehen auf der dritten Reihe. Die schwarzen Figuren stehen symmetrisch dazu auf den Reihen acht bis zehn. Außerdem gibt es in dieser Schachvariante keine Rochade.
Ein Bauer darf bei Erreichen der gegnerischen Bauern- und Figurenreihe umgewandelt werden oder Bauer bleiben, aber auf der letzten Reihe, der Turm-Reihe, muss er sich umwandeln. Anders als beim Standardschach können Bauern nur in bereits geschlagene Figuren der gleichen Farbe verwandelt werden (so können zum Beispiel keine zwei Damen der gleichen Farbe auf dem Brett sein). Stehen keine geschlagenen Offiziere zur Umwandlung zur Verfügung, so darf kein Bauer umgewandelt werden, was auch bedeutet, dass man keinen Bauern auf die zehnte bzw. erste Reihe ziehen darf. Ein Bauer auf der neunten bzw. zweiten Reihe bietet aber dennoch Schach, wenn der gegnerische König diagonal vor ihm steht. Bauern haben wie im Standardschach das Recht zum Doppelschritt bei ihrem ersten Zug und können en passant schlagen. Wie im Standardschach gilt Matt als Sieg und ein Patt als Remis.